# Eurynogaster kauaiensis
Eurynogaster kauaiensis är en tvåvingeart som beskrevs av Hardy och Linda M. Kohn 1964. Eurynogaster kauaiensis ingår i släktet Eurynogaster och familjen styltflugor. Inga underarter finns listade i Catalogue of Life.